# Юшкявичюс, Гитис
Гитис Юшкявичюс (лит. Gytis Juškevičius; род. 22 февраля 1966, Рокишкис) — советский и литовский боксёр, представитель тяжёлой весовой категории. Выступал за национальные сборные СССР и Литвы по боксу в 1984—1996 годах, победитель и призёр многих турниров международного значения, участник летних Олимпийских игр в Барселоне.

## Биография
Гитис Юшкявичюс родился 22 февраля 1966 года в деревне Соделяй Рокишкского района Литовской ССР.
Заниматься боксом начал в 1978 году, проходил подготовку в Рокишкисе под руководством тренера В. Буйки.
Впервые заявил о себе в боксе на международной арене в сезоне 1984 года, когда в составе сборной Советского Союза выиграл бронзовую медаль на юниорском чемпионате Европы в Тампере, одержал победу на международном юниорском турнире в Нойбранденбурге, стал лучшим на юниорском турнире социалистических стран «Дружба» в Пхеньяне — выполнил норматив мастера спорта СССР.
Начиная с 1987 года боксировал на взрослом уровне, в частности в этом сезоне побывал на международном турнире Gee-Bee в Хельсинки, откуда привёз награду бронзового достоинства, выигранную в зачёте первой тяжёлой весовой категории — на стадии полуфиналов был побеждён титулованным кубинцем Роберто Баладо.
В 1990 году в тяжёлом весе выиграл балтийское первенство в Тампере.
После распада СССР вошёл в основной состав литовской национальной сборной. Так, в 1992 году в составе сборной Литвы достаточно успешно выступил на европейском квалификационном турнире в Копенгагене и тем самым удостоился права защищать честь страны на летних Олимпийских играх в Барселоне. На Играх в категории свыше 91 кг прошёл первый этап без соперника, в 1/8 финала досрочно взял верх над кенийцем Дэвидом Аньимом, тогда как в третьем четвертьфинальном бою нокаутом во втором раунде потерпел поражение от нигерийца Ричарда Ингбайнегу, который в итоге стал серебряным призёром этого олимпийского турнира.
В 1993 году дошёл до четвертьфинала тяжёлого веса на чемпионате Европы в Бурсе.
В 1994 году отметился выступлением на Кубке мира в Бангкоке, уступив в 1/8 финала болгарину Свилену Русинову.
В 1995 году был лучшим на международном турнире Gee-Bee в Хельсинки, на Мемориале Карла Лемана в Таллине, боксировал на Всемирных военных играх в Риме и на чемпионате мира в Берлине, где в 1/8 финала досрочно проиграл представителю Украины Виталию Кличко.
Один из последних сколько-нибудь значимых результатов на международном уровне показал в сезоне 1996 года, одержав победу на международном турнире в Стокгольме. В общей сложности провёл в любительском олимпийском боксе 250 боёв, из которых выиграл 225.
Впоследствии неоднократно принимал участие в соревнованиях по боксу в качестве судьи. В 2008 году участвовал в парламентских выборах от партии «Порядок и справедливость».